# Comunidad de villa y tierra de Berlanga

Comunidades de villa y tierra de la Extremadura castellana

La Comunidad de villa y tierra de Berlanga fue una de las comunidades de villa y tierra de la Extremadura castellana, que tuvo vigencia desde el siglo XII hasta el siglo XIX.
Con el nombre de Partido de Berlanga formaba parte de la Intendencia de Soria, en la región española de Castilla la Vieja, hoy comunidad autónoma de Castilla y León.

## Historia
Hubo núcleo de población en la actual Berlanga de Duero desde la época celtíberica, con algunos restos todavía visibles. Después fue poblado romano llamado Valeránica. En la dominación musulmana tuvo alcazaba importante por su estratégica posición junto al Duero, junto a la vecina de Fuentepinilla, ambas en la provincia de Medinaceli. La conquistó a los moros el rey Fernando I de Castilla, se la volvió a arrebatar Almanzor y en el siglo X y fue definitivamente conquistada en 1080 por Alfonso VI, que se la entregó al Cid. Fue tomada por el rey aragonés Alfonso I de Aragón el Batallador que la repobló en 1108.
Fue dado el señorío a Tello de Castilla, pasando de éste a su hija Leonor Téllez de Castilla y su marido Juan Fernández de Tovar, permaneciendo vinculada ala familia de los Tovar desde entonces, y pasando a ser marquesado en 1529.

## Geografía
Comunidad de Villa y Tierra situada en la provincia de Soria, con una extensión superficial de 428,59 km². La primitiva comunidad de villa y tierra la formaban además de la villa de Berlanga las siguientes aldeas: 
- Abanco (Berlanga)
- Aguilera (Bayubas de Abajo)
- Alaló (Berlanga)
- Alconeza (despoblado, Cabreriza)
- Ardachosa (despoblado, Bayubas de Abajo)
- Arenillas
- Badorrey (despoblado)
- Bayubas de Abajo
- Bayubas de Arriba
- Berlanga de Duero
- Bordecorex (Caltojar)
- Brías (Berlanga)
- Cabreriza (Berlanga)
- Caltojar
- Casillas (Caltojar)
- Ciruela (Berlanga)
- Fuentelpuerco (ahora se llama Fuente Tovar)
- Hortezuela (Berlanga)
- Lumías (Berlanga)
- Morales (Berlanga)
- Navacerías (despoblado, Brías)
- Paones (Berlanga)
- Rebollo (Velamazán)
- Rello
- La Riba de Escalote
- San Gil de Pedroso  (despoblado, Berlanga de Duero)
- Santa Cruz (despoblado, Berlanga de Duero)
- Tajarejo (despoblado, Arenillas)
- Talegones  (despoblado, Berlanga de Duero)
- Torre de Rollán (despoblado, Bayubas de Abajo)
- Torremocha (despoblado, Fuente Tovar)
- Villaseca (despoblado, Arenillas)

Entre paréntesis figura el municipio al que pertenecen en 2015. En el caso de los despoblados, el lugar al que se agregaron al perder su población.

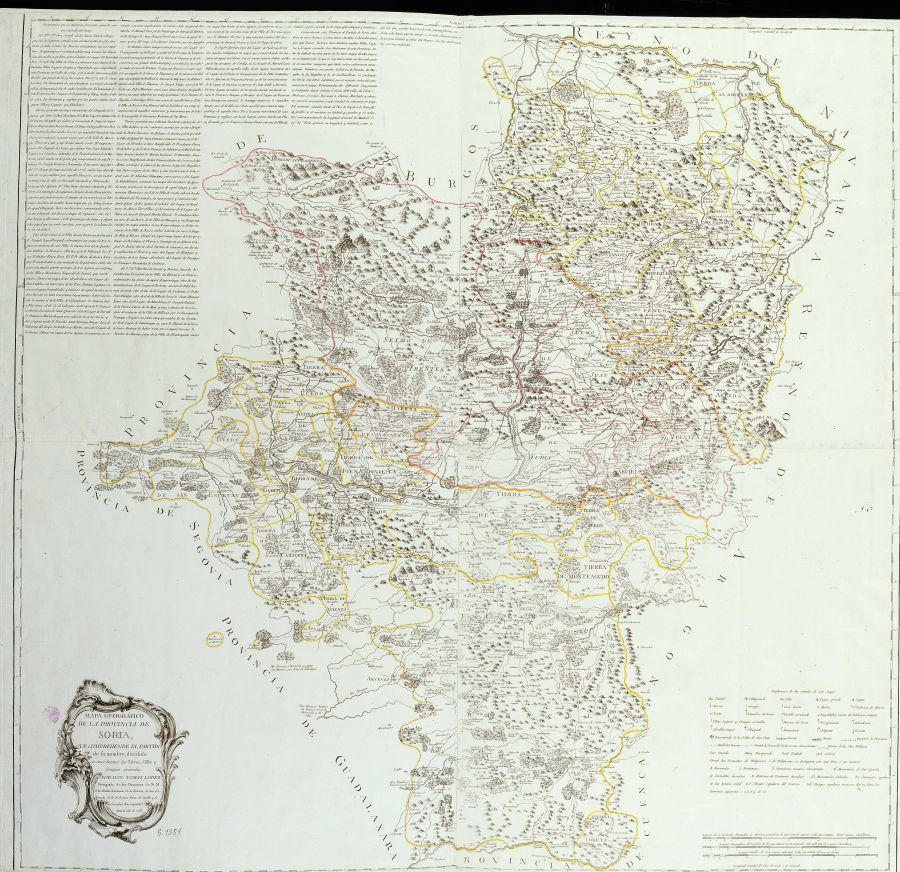
Intendencia de Soria, Tomás López 1.783.

La Villa de Rello, cuya adscripción a la primitiva comunidad es clara, ya no formaba parte de ella en el Censo de Pecheros del siglo XVI y aparece como villa eximida en el Censo de Floridablanca.